# Mistrovství světa v biatlonu 2023 – vytrvalostní závod mužů
Vytrvalostní závod mužů na Mistrovství světa v biatlonu 2023 se konal v úterý 14. února v oberhofském biatlonovém stadionu Lotto Thüringen Arena am Rennsteig jako třetí individuální mužský závod šampionátu. Start proběhl v 14:30 hodin středoevropského času. Do závodu nastoupilo 104 mužů z 33 zemí.
Obhájcem prvenství byl Nor Sturla Holm Laegreid, který skončil druhý. Úřadujícím olympijským vítězem z této disciplíny byl Francouz Quentin Fillon Maillet, ten obsadil 4. místo.
S velkým náskokem zvítězil Nor Johannes Thingnes Bø přesto, že při druhé a třetí střelecké položce udělal po jedné chybě. Na stupních vítězů ho doplnili – stejně jako ve stíhací závodě – krajan Sturla Holm Laegreid a Švéd Sebastian Samuelsson.

## Průběh závodu
Za slunečného počasí a při slabém větru se na střelbách zpočátku chybovalo málo. Favorizovaný Nor Johannes Thingnes Bø se průběžně udržoval v čele, ale při druhé střelbě nezasáhl jeden terč. Přesto se před třetí střelbou dostal opět do vedení, ale i na ní jednou chyboval. Před něj se proto posunul jeho krajan a obhájce titulu Sturla Holm Laegreid a Francouz Quentin Fillon Maillet. Bø pak zvládl poslední střelbu čistě, ale oba jeho soupeři na ní přijížděli s náskokem 12, resp. 24 vteřin. Jednou však chybovali, a tak Bø z ní odjížděl s náskokem 37 vteřin, který do cíle navýšil na jednu minutu a deset vteřin. Na trati však byl ještě Švéd Sebastian Samuelsson. Ten nezasáhl jeden terč při třetí střelbě, ale čtvrtou zvládl bezchybně a odjížděl z ní třetí, 12 vteřin za Laegreidem. Na každém mezičase tuto ztrátu snižoval, ale v cíli byl o 0,4 vteřiny za ním. Maillet skončil bez medaile čtvrtý. Svůj nejlepší závod na probíhající mistrovství zajel Němec Benedikt Doll, který obsadil páté místo. Rozšířené stupně vítězů doplnil 22letý Švýcar závodící v modrém dresu pro nejlepšího muže do 25 let Niklas Hartweg. Závod dokončili jenom dva závodníci, kteří trefili všechny terče – 	Ukrajinec Artem Tyščenko a Bulhar Anton Sinapov, kteří však kvůli pomalejšímu běhu obsadili jen 12., resp. 29. místo.

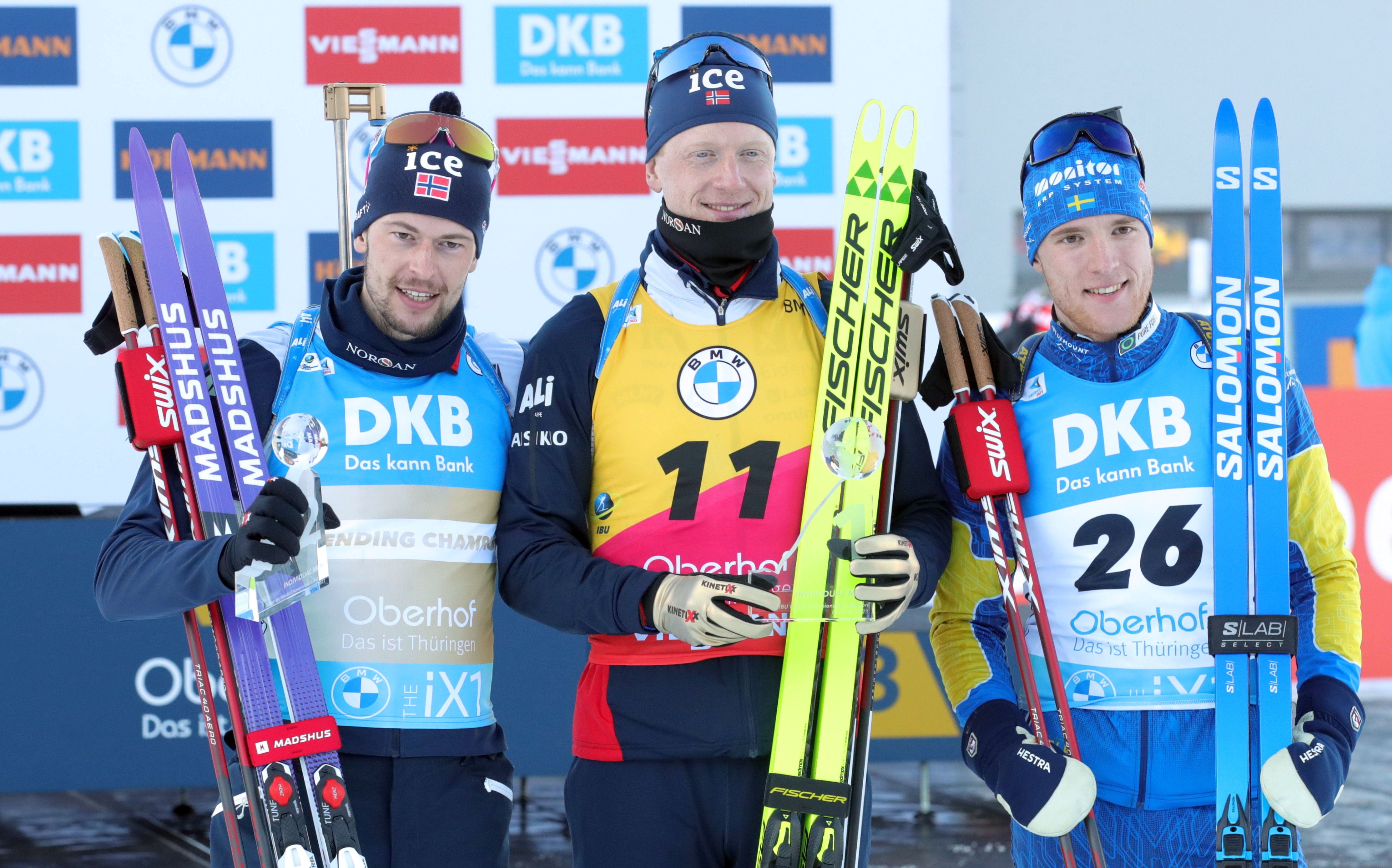
Stupně vítězů – Laegreid, Johannes Thingnes Bø a Samuelsson

Johannes Thingnes Bø tak i ve čtvrtém závodě probíhajícího mistrovství získal nejcennější cenný kov – v kariéře již šestnáctý. Titul mistra světa z vytrvalotního závodu však vybojoval vůbec poprvé v kariéře, když předtím v jeho sbírce již figurovala zlatá olympijská medaile z tého disciplíny a stříbro i bronz z mistrovství světa. Zkompletoval tak sbírku titulů mistra světa ze všech disciplín. Sturla Holm Laegreid, pro kterého to byl první individuální závod na mistrovství světa jako obhájce titulu, získal osmou medaili z mistrovství světa a pátou z nekolektivních závodů. Sebastian Samuelsson vybojoval sedmý cenný kov. V individuální závodě se na stupně vítězů dostal jako první Švéd od Fredrika Lindströma v roce 2013.
Z Čechů jel Michal Krčmář zpočátku pomaleji a byl pomalý i při první střelbě, kdy několikrát odkládal poslední ránu. Při druhé střelbě nezasáhl jeden terč, ale pak však střílel čistě, v běhu se zrychlil a do cíle dojel na 8. místě. Tomáš Mikyska běžel o minutu pomaleji a udělal také o jednu střeleckou chybu více. Skončil dvanáctý, což bylo jeho kariérní maximum na mistrovství světa a v závodech světového poháru. Jakub Štvrtecký udělal čtyři chyby a umístil se na 65. pozici. Přesto se tímto výkonem (spolu s dalšími výsledky na tomto mistrovství) kvalifikoval stejně jako Mikyska do nedělního závodu s hromadným startem. Jonáš Mareček s pomalým během a čtyřmi nezasaženými terči dojel na 76. místě, Adam Václavík s osmi střeleckými chybami pět pozic za ním.

## Výsledky
| Pořadí | č.  | závodník                   | stát                | střelba (L+S+L+S) | čas            | ztráta         |
| --- | --- | -------------------------- | ------------------- | ----------------- | -------------- | -------------- |
| Zlatá medaile | 11  | Johannes Thingnes Bø (yr)  | Norsko              | 2 (0+1+1+0)       | 49:57,5        |                |
| Stříbrná medaile | 21  | Sturla Holm Laegreid (g)   | Norsko              | 1 (0+0+0+1)       | 51:08,2        | +1:10,7        |
| Bronzová medaile | 26  | Sebastian Samuelsson       | Švédsko             | 1 (0+0+1+0)       | 51:08,6        | +1:11,1        |
| 4. | 6   | Quentin Fillon Maillet     | Francie             | 1 (0+0+0+1)       | 51:29,4        | +1:31,9        |
| 5. | 28  | Benedikt Doll              | Německo             | 1 (1+0+0+0)       | 52:07,1        | +2:09,6        |
| 6. | 17  | Niklas Hartweg (b)         | Švýcarsko           | 1 (1+0+0+0)       | 52:29,3        | +2:31,8        |
| 7. | 55  | Tarjei Bø                  | Norsko              | 2 (1+0+0+1)       | 52:30,4        | +2:32,9        |
| 8. | 23  | Michal Krčmář              | Česko               | 1 (0+1+0+0)       | 52:46,7        | +2:49,2        |
| 9. | 78  | Philipp Nawrath            | Německo             | 2 (0+0+2+0)       | 53:17,7        | +3:20,2        |
| 10. | 32  | Vetle Sjåstad Christiansen | Norsko              | 2 (0+1+0+1)       | 53:27,0        | +3:29,5        |
| 11. | 15  | Martin Ponsiluoma          | Švédsko             | 4 (0+1+2+1)       | 53:39,8        | +3:42,3        |
| 12. | 57  | Artem Tyščenko             | Ukrajina            | 0 (0+0+0+0)       | 54:00,0        | +4:02,5        |
| 13. | 9   | Justus Strelow             | Německo             | 1 (0+0+0+1)       | 54:11,7        | +4:14,2        |
| 14. | 59  | Tomáš Mikyska              | Česko               | 2 (0+1+0+1)       | 54:12,0        | +4:14,5        |
| 15. | 47  | Endre Strømsheim           | Norsko              | 3 (1+2+0+0)       | 54:14,3        | +4:16,8        |
| 16. | 4   | Sebastian Stalder          | Švýcarsko           | 1 (0+1+0+0)       | 54:16,7        | +4:19,2        |
| 17. | 13  | Tommaso Giacomel           | Itálie              | 3 (1+0+2+0)       | 54:17,3        | +4:19,8        |
| 18. | 50  | Tero Seppälä               | Finsko              | 3 (1+0+0+2)       | 54:26,6        | +4:29,1        |
| 19. | 86  | Alex Cisar                 | Slovinsko           | 1 (0+0+0+1)       | 54:38,3        | +4:40,8        |
| 20. | 3   | Campbell Wright            | Nový Zéland         | 2 (0+1+0+1)       | 54:38,4        | +4:40,9        |
| 21. | 2   | Roman Rees                 | Německo             | 2 (0+1+0+1)       | 54:40,5        | +4:43,0        |
| 22. | 10  | Jesper Nelin               | Švédsko             | 2 (0+0+0+2)       | 54:41,9        | +4:44,4        |
| 23. | 22  | George Buta                | Rumunsko            | 2 (2+0+0+0)       | 55:03,7        | +5:06,2        |
| 24. | 65  | David Komatz               | Rakousko            | 2 (0+0+2+0)       | 55:10,0        | +5:12,5        |
| 25. | 75  | Dmitrii Shamaev            | Rumunsko            | 1 (1+0+0+0)       | 55:12,3        | +5:14,8        |
| 26. | 35  | Didier Bionaz              | Itálie              | 1 (0+1+0+0)       | 55:13,7        | +5:16,2        |
| 27. | 106 | Florent Claude             | Belgie              | 1 (0+0+0+1)       | 55:18,9        | +5:21,4        |
| 28. | 24  | Vladimir Iliev             | Bulharsko           | 3 (1+1+1+0)       | 55:23,4        | +5:25,9        |
| 29. | 46  | Anton Sinapov              | Bulharsko           | 0 (0+0+0+0)       | 55:40,1        | +5:42,6        |
| 30. | 12  | Adam Runnalls              | Kanada              | 2 (0+1+1+0)       | 55:40,4        | +5:42,9        |
| 31. | 29  | Olli Hiidensalo            | Finsko              | 3 (0+1+0+2)       | 55:46,7        | +5:49,2        |
| 32. | 95  | Éric Perrot                | Francie             | 2 (1+0+0+1)       | 55:50,5        | +5:53,0        |
| 33. | 30  | Anton Vidmar               | Slovinsko           | 3 (1+1+1+0)       | 55:53,7        | +5:56,2        |
| 34. | 58  | Tomas Kaukėnas             | Litva               | 2 (0+0+0+2)       | 56:00,6        | +6:03,1        |
| 35 | 39  | Sean Doherty               | USA                 | 3 (0+2+0+1)       | 56:02,9        | +6:05,4        |
| 36. | 93  | Joscha Burkhalter          | Švýcarsko           | 3 (1+1+1+0)       | 56:18,1        | +6:20,6        |
| 37. | 8   | Fabien Claude              | Francie             | 4 (0+2+1+1)       | 56:21,5        | +6:24,0        |
| 37. | 19  | Émilien Jacquelin          | Francie             | 3 (0+2+1+0)       | 56:21,5        | +6:24,0        |
| 39. | 81  | Bogdan Cymbal              | Ukrajina            | 2 (2+0+0+0)       | 56:33,9        | +6:36,4        |
| 40. | 100 | Denys Nasyko               | Ukrajina            | 2 (1+0+0+1)       | 56:34,5        | +6:37,0        |
| 41. | 88  | Tuomas Harjula             | Finsko              | 2 (0+1+0+1)       | 56:39,5        | +6:42,0        |
| 42. | 5   | Anton Dudčenko             | Ukrajina            | 3 (0+0+1+2)       | 56:45,8        | +6:48,3        |
| 43. | 105 | Andrzej Nędza-Kubiniec     | Polsko              | 1 (0+1+0+0)       | 56:56,1        | +6:58,6        |
| 44. | 34  | Vytautas Strolia           | Litva               | 3 (1+0+1+1)       | 57:00,3        | +7:02,8        |
| 45. | 37  | Jeremy Finello             | Švýcarsko           | 7 (1+3+0+3)       | 57:01,3        | +7:03,8        |
| 46. | 103 | Miha Dovžan                | Slovinsko           | 4 (1+1+1+1)       | 57:04,0        | +7:06,5        |
| 47. | 63  | Johannes Dale              | Norsko              | 5 (2+1+1+1)       | 57:05,3        | +7:07,8        |
| 48. | 98  | Elia Zeni                  | Itálie              | 2 (1+0+1+0)       | 57:07,6        | +7:10,1        |
| 49 | 71  | Emil Nykvist               | Švédsko             | 4 (0+1+0+3)       | 57:10,1        | +7:12,6        |
| 50. | 83  | Marcin Zawół               | Polsko              | 3 (0+1+1+1)       | 57:25,2        | +7:27,7        |
| 51. | 7   | Pavel Magazeev             | Moldavsko           | 4 (1+1+2+0)       | 57:29,5        | +7:32,0        |
| 52. | 101 | Jaakko Ranta               | Finsko              | 3 (1+1+1+0)       | 57:35,9        | +7:38,4        |
| 53. | 84  | Serafin Wiestner           | Švýcarsko           | 5 (2+1+1+1)       | 57:36,5        | +7:39,0        |
| 54. | 25  | Thierry Langer             | Belgie              | 3 (2+1+0+0)       | 57:40,0        | +7:42,5        |
| 55. | 53  | Lovro Planko               | Slovinsko           | 4 (0+2+1+1)       | 57:47,2        | +7:49,7        |
| 56. | 18  | Andrejs Rastorgujevs       | Lotyšsko            | 6 (2+0+0+4)       | 57:56,1        | +7:58,6        |
| 57. | 87  | Kristo Siimer              | Estonsko            | 5 (1+2+0+2)       | 57:58,2        | +8:00,7        |
| 58. | 48  | Antonin Guigonnat          | Francie             | 6 (1+2+1+2)       | 58:06,1        | +8:08,6        |
| 59. | 52  | Maksim Makarov             | Moldavsko           | 2 (0+0+1+1)       | 58:07,1        | +8:09,6        |
| 60. | 69  | Dominic Unterweger         | Rakousko            | 4 (1+0+2+1)       | 58:11,7        | +8:14,2        |
| 61. | 51  | Alexandr Muchin            | Kazachstán          | 5 (1+0+1+3)       | 58:14,2        | +8:16,7        |
| 62. | 44  | Mikito Tačizaki            | Japonsko            | 2 (0+0+1+1)       | 58:17,6        | +8:20,1        |
| 63. | 45  | Raul Flore                 | Rumunsko            | 3 (0+2+1+0)       | 58:20,2        | +8:22,7        |
| 64. | 96  | Logan Pletz                | Kanada              | 2 (0+0+2+0)       | 58:22,1        | +8:24,6        |
| 65. | 1   | Jakub Štvrtecký            | Česko               | 4 (1+1+0+2)       | 58:27,2        | +8:29,7        |
| 66 | 33  | Timofej Lapšin             | Jižní Korea         | 3 (2+0+1+0)       | 58:29,5        | +8:32,0        |
| 67. | 62  | Choi Du-jin                | Jižní Korea         | 1 (0+0+1+0)       | 58:40,8        | +8:43,3        |
| 68. | 14  | Vladislav Kireyev          | Kazachstán          | 4 (1+0+1+2)       | 58:41,4        | +8:43,9        |
| 69. | 38  | Edgars Mise                | Lotyšsko            | 2 (0+0+1+1)       | 58:44,1        | +8:46,6        |
| 70. | 90  | Oscar Lombardot            | Francie             | 4 (2+1+1+0)       | 58:46,7        | +8:49,2        |
| 71. | 31  | Michal Šíma                | Slovensko           | 3 (1+1+0+1)       | 58:53,9        | +8:56,4        |
| 72. | 20  | Lukas Hofer                | Itálie              | 4 (0+1+1+2)       | 58:56,6        | +8:59,1        |
| 73. | 42  | David Zobel                | Německo             | 3 (0+1+0+2)       | 58:57,6        | +9:00,1        |
| 74. | 85  | Alexandrs Patrijuks        | Lotyšsko            | 4 (0+2+2+0)       | 59:03,3        | +9:05,8        |
| 75. | 104 | Krešimir Crnković          | Chorvatsko          | 5 (1+3+0+1)       | 59:28,8        | +9:31,3        |
| 76. | 97  | Jonáš Mareček              | Česko               | 4 (1+1+2+0)       | 59:47,3        | +9:49,8        |
| 77. | 16  | Paul Schommer              | USA                 | 6 (2+0+2+2)       | 59:48,3        | +9:50,8        |
| 78. | 79  | Asset Dyussenov            | Kazachstán          | 6 (1+2+2+1)       | 59:51,1        | +9:53,6        |
| 79. | 61  | Peppe Femling              | Švédsko             | 7 (2+2+1+2)       | 59:51,9        | +9:54,4        |
| 80. | 94  | Vincent Bonacci            | USA                 | 3 (0+1+1+1)       | 59:57,4        | +9:59,9        |
| 81. | 70  | Adam Václavík              | Česko               | 8 (0+4+2+2)       | 59:59,1        | +10:01,6       |
| 82. | 92  | Harald Lemmerer            | Rakousko            | 5 (1+3+0+1)       | 1:00:19,2      | +10:21,7       |
| 83. | 102 | Ma Kuo-čchiang             | Čína                | 3 (0+0+0+3)       | 1:00:31,6      | +10:34,1       |
| 84. | 54  | Jen Sing-jüan              | Čína                | 4 (1+0+3+0)       | 1:00:43,3      | +10:45,8       |
| 85. | 99  | Robert Heldna              | Estonsko            | 4 (1+2+0+1)       | 1:01:00,9      | +11:03,4       |
| 86. | 74  | Trevor Kiers               | Kanada              | 6 (1+1+0+4)       | 1:01:16,3      | +11:18,8       |
| 87. | 60  | Jan Guńka                  | Polsko              | 7 (1+1+3+2)       | 1:01:16,6      | +11:19,1       |
| 88. | 89  | Mihail Usov                | Moldavsko           | 4 (0+2+1+1)       | 1:01:21,6      | +11:24,1       |
| 89. | 68  | Christian Gow              | Kanada              | 6 (1+1+2+2)       | 1:01:22,5      | +11:25,0       |
| 90. | 43  | Rene Zahkna                | Estonsko            | 6 (1+2+3+0)       | 1:01:39,6      | +11:42,1       |
| 91. | 76  | Čang Čchun-jü              | Čína                | 4 (1+1+1+1)       | 1:01:53,6      | +11:56,1       |
| 92. | 107 | Ryu Yamamoto               | Japonsko            | 5 (0+1+2+2)       | 1:02:06,4      | +12:08,9       |
| 93. | 41  | Roberto Piqueras           | Španělsko           | 3 (0+1+0+2)       | 1:02:12,0      | +12:14,5       |
| 94. | 82  | Maxime Germain             | USA                 | 7 (2+2+1+2)       | 1:02:34,2      | +12:36,7       |
| 95. | 64  | Matej Kazár                | Slovensko           | 4 (1+2+1+0)       | 1:02:41,3      | +12:43,8       |
| 96. | 91  | Cesar Beauvais             | Belgie              | 6 (2+1+1+2)       | 1:03:31,2      | +13:33,7       |
| 97. | 36  | Zana Öztunç                | Turecko             | 3 (1+1+1+0)       | 1:03:48,2      | +13:50,7       |
| 98. | 77  | Maksim Fomin               | Litva               | 11 (4+3+3+1)      | 1:05:15,5      | +15:18,0       |
| 99. | 40  | Kiyomasa Ojima             | Japonsko            | 8 (1+3+3+1)       | 1:05:33,9      | +15:36,4       |
| 100. | 80  | Keita Nagaoka              | Japonsko            | 5 (0+1+2+2)       | 1:05:40,9      | +15:43,4       |
| 101. | 72  | Nikolaos Tsourekas         | Řecko               | 5 (0+3+1+1)       | 1:06:15,4      | +16:17,9       |
| 102. | 67  | Joachim Weel Rosbo         | Dánsko              | 10 (2+3+2+3)      | 1:08:15,1      | +18:17,6       |
| 103. | 49  | Aleksa Vuković             | Bosna a Hercegovina | 9 (1+2+4+2)       | 1:12:18,4      | +22:20,9       |
| DNF | 56  | Apostolos Angelis          | Řecko               | (3+2+ + )         | nedončil závod | nedončil závod |
| DNS | 27  | Simon Eder                 | Rakousko            | neodstartoval     | neodstartoval  | neodstartoval  |
| DNS | 66  | Marcus Bolin Webb          | Spojené království  | neodstartoval     | neodstartoval  | neodstartoval  |
| DNS | 73  | Patrick Braunhofer         | Itálie              | neodstartoval     | neodstartoval  | neodstartoval  |
| DNS | 108 | Karol Dombrovski           | Litva               | neodstartoval     | neodstartoval  | neodstartoval  |
| Zdroj: (yr) – vedoucí závodník disciplíny i hodnocení světového poháru, (b) – nejlepší závodník do 25 let, (g) – obhájce vítězství |     |                            |                     |                   |                |                |

## Další fotografie

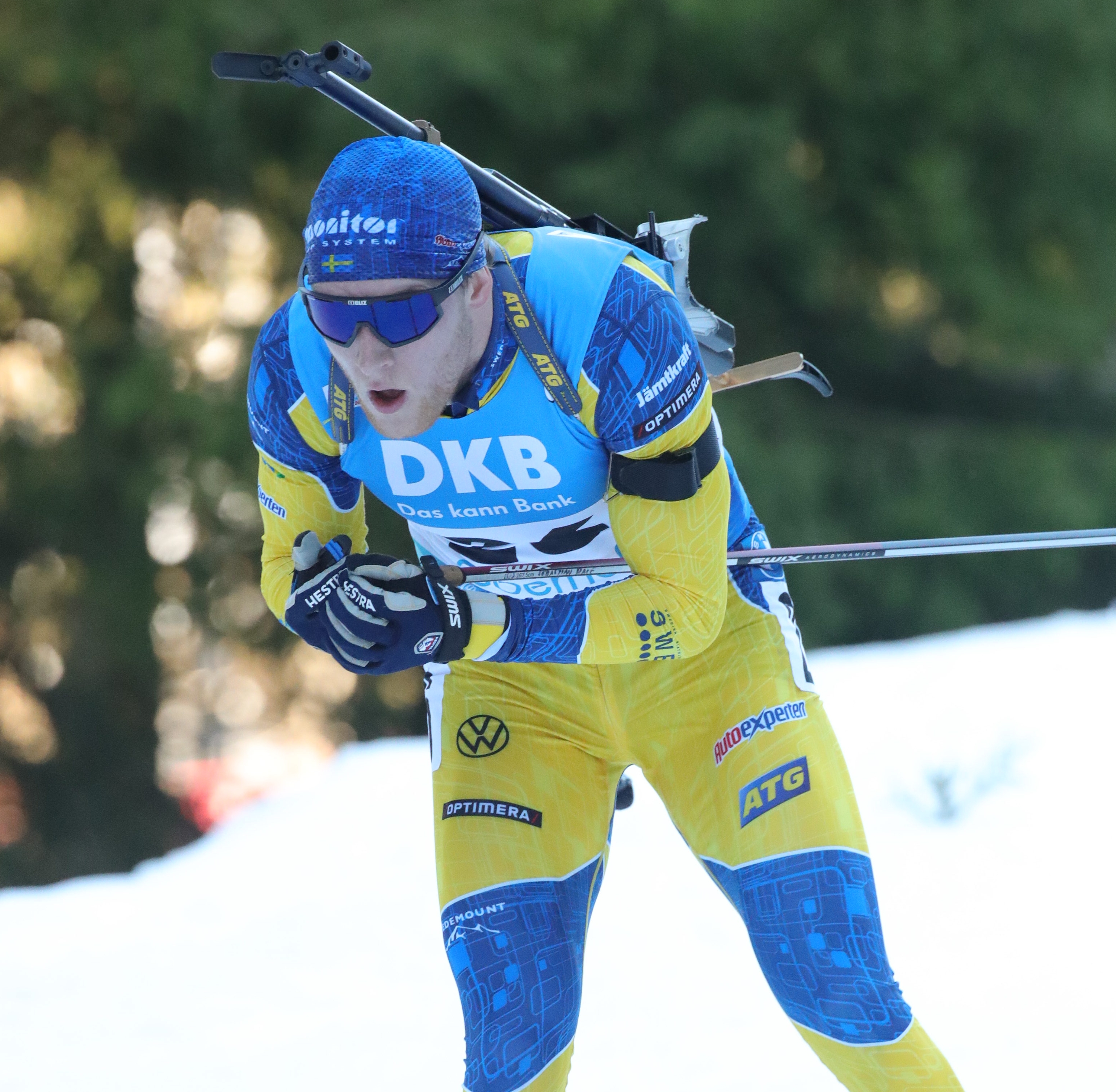
Sebastian Samuelsson
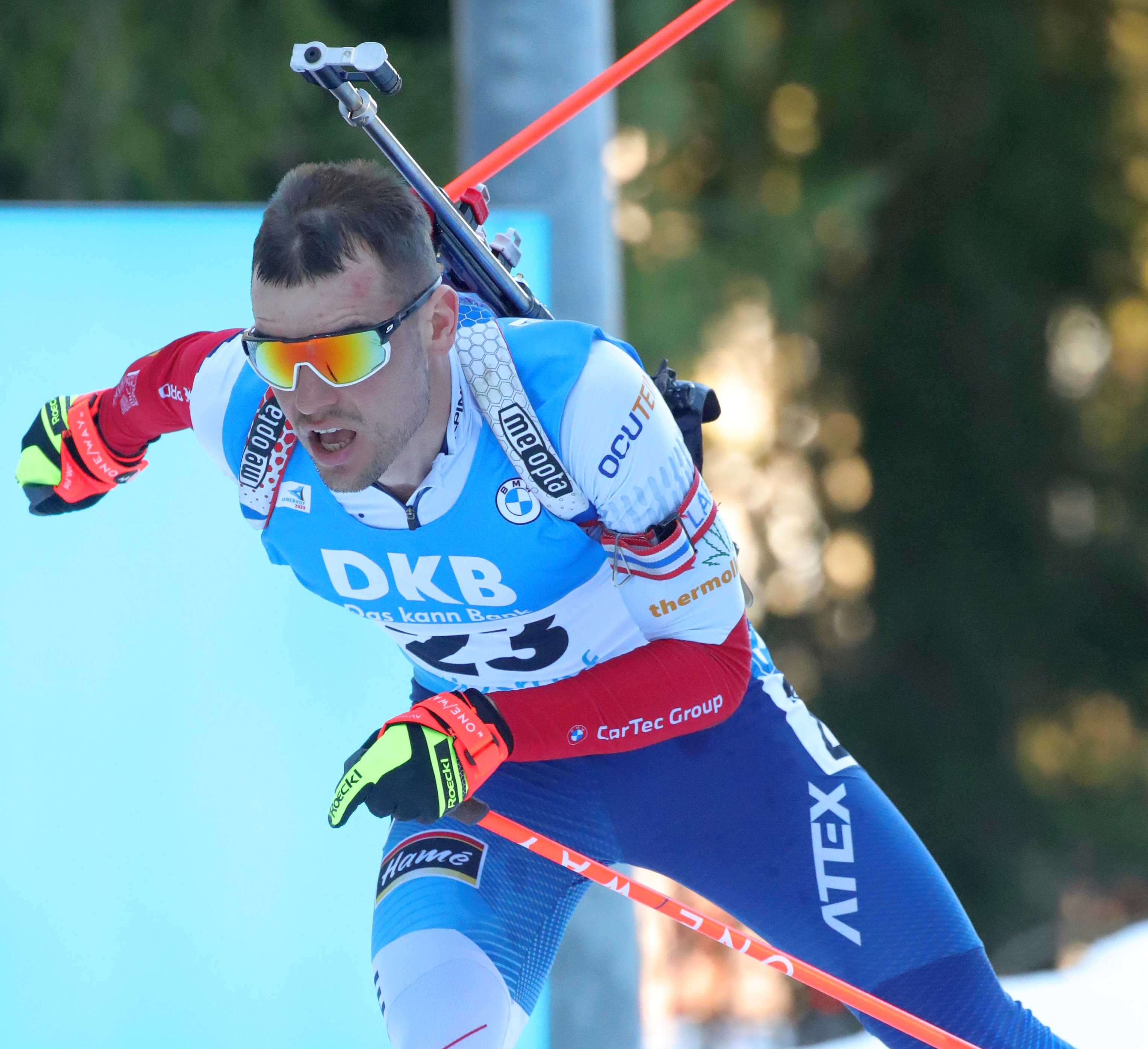
Michal Krčmář na trati
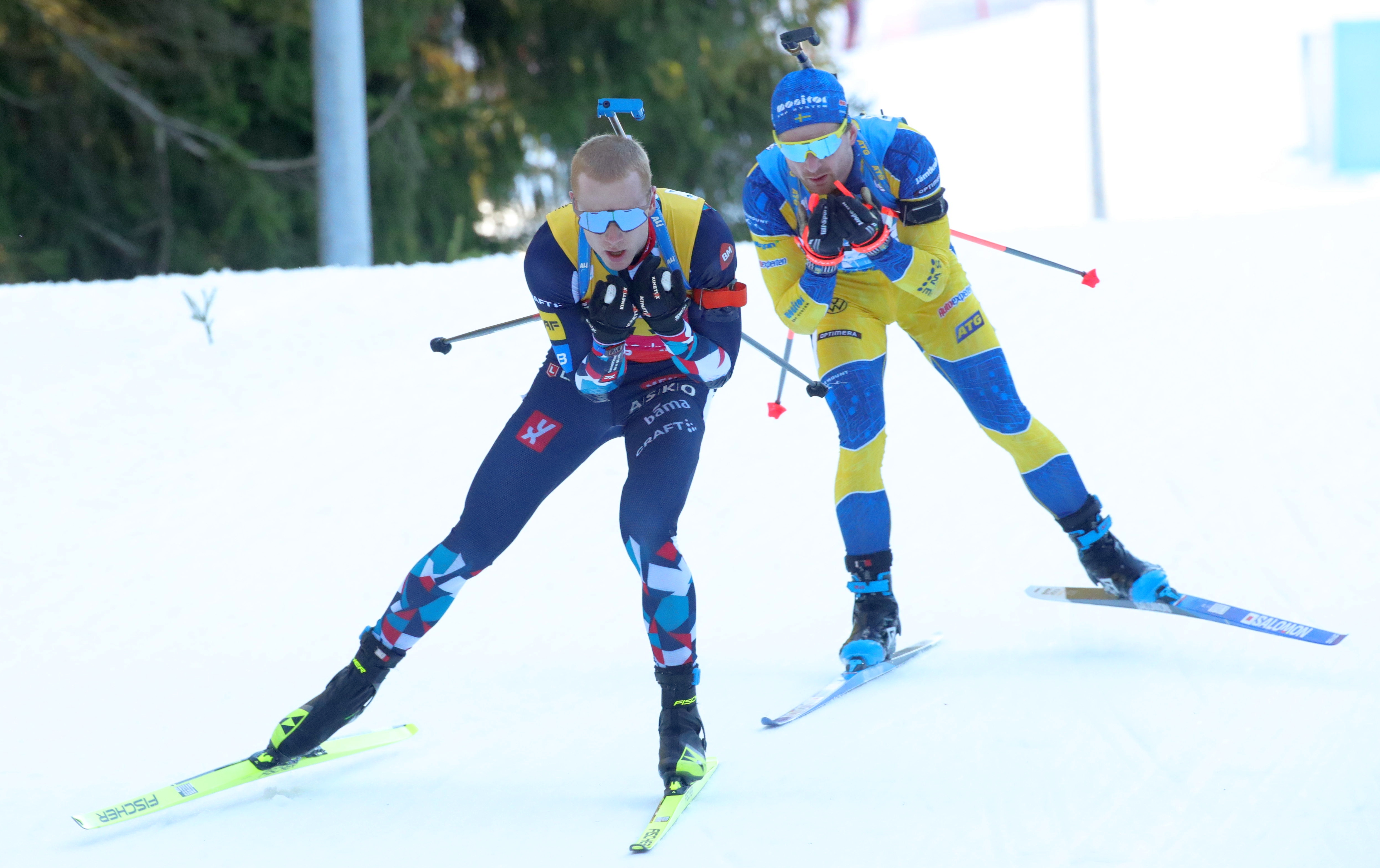
Johannes Thingnes Bø a Jesper Nelin
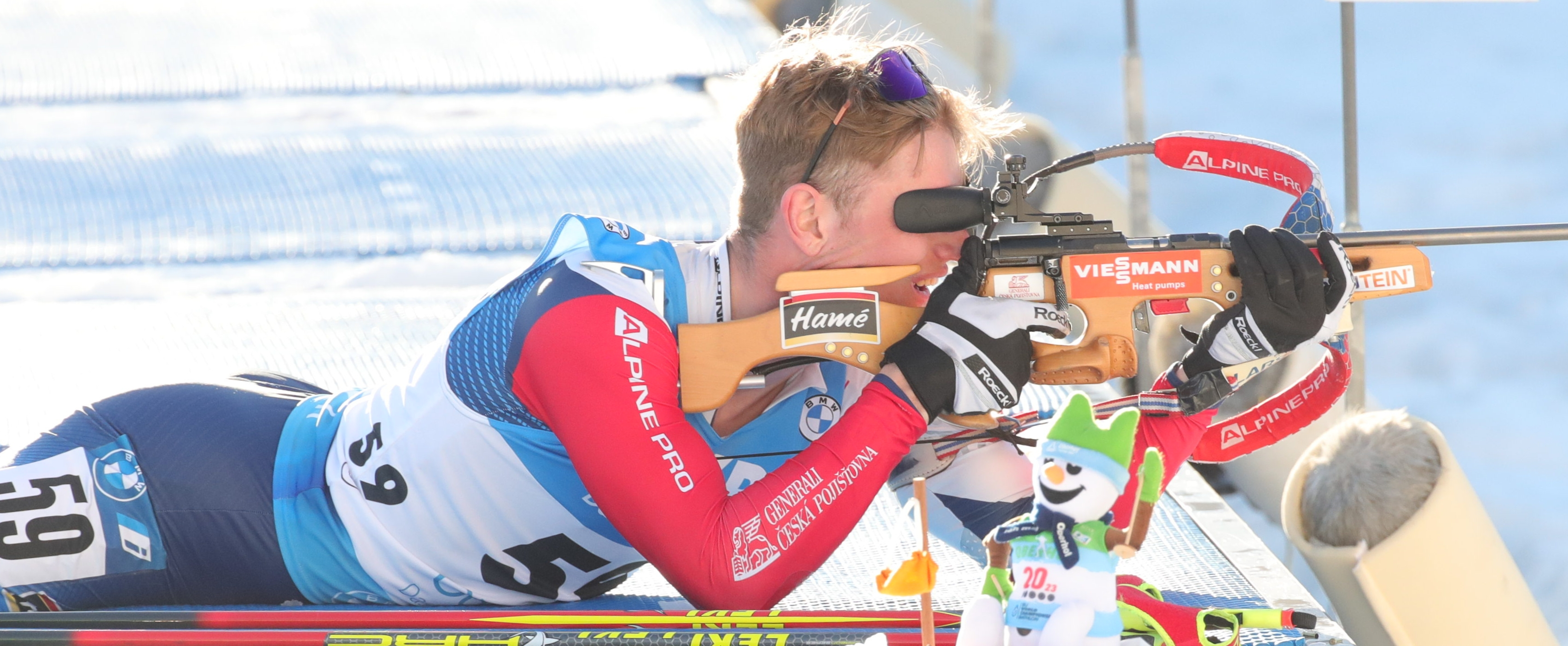
Tomáš Mikyska na střelnici